# Mucor variabilis
Mucor variabilis är en svampart som beskrevs av A.K. Sarbhoy 1965. Mucor variabilis ingår i släktet Mucor och familjen Mucoraceae.   Inga underarter finns listade i Catalogue of Life.